# Помилкове спрацювання системи попередження про ракетний напад (1983)
Помилкове спрацювання системи попередження про ракетний напад 26 вересня 1983 року — ситуація (інцидент), коли система «Око», космічний ешелон радянської системи попередження про ракетний напад, видала хибний сигнал про запуск МБР «Мінітмен» з території США та світ перебував на «порозі» Глобальної ядерної війни. Тривога була визнана хибним рішенням оперативного чергового командного пункту Серпухов-15 підполковника Станіслава Петрова.

## Опис системи

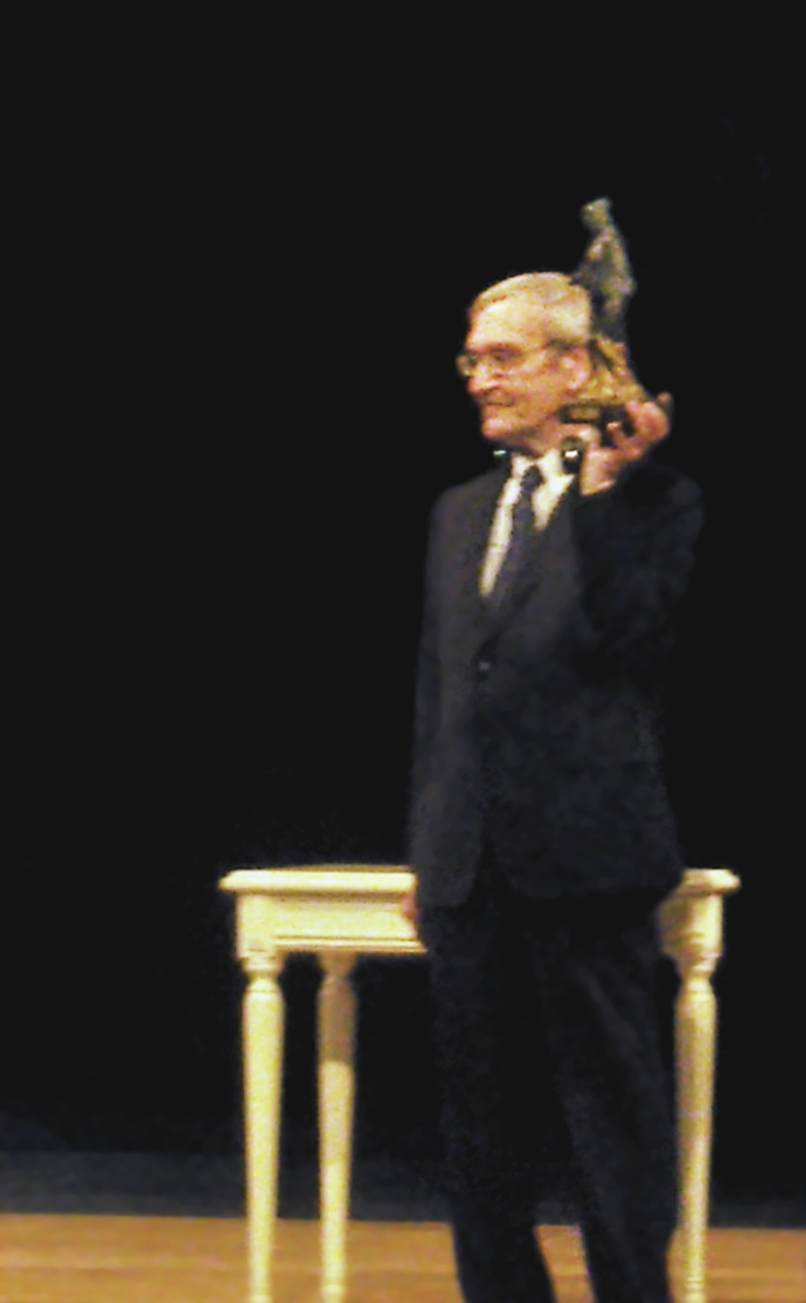
Станіслав Євграфович Петров на церемонії нагородження Дрезденською премією, 2013 рік

Супутниковий ешелон системи попередження про ракетний напад було поставлено на бойове чергування у 1982 році. Супутники, що знаходилися на високій еліптичній орбіті, спостерігали за районами базування американських ракет під таким кутом, що вони були на краю видимого диска Землі. Це дозволяло виявляти ракети, що стартують, на тлі темного космічного простору і таким чином визначати факт запуску по інфрачервоному випромінюванню працюючого ракетного двигуна. Така конфігурація була обрана, щоб знизити ймовірність засвіток датчиків супутника відбитим від хмар або снігу сонячним світлом.
Система кваліфікує одиночний, груповий чи масований пуск ракет як «старт». Наявність мети повинні підтвердити надгоризонтні засоби радіолокації виявлення. Після отримання підтвердження запалюються червоні табло у «ядерній валізці» Генерального секретаря ЦК КПРС, міністра оборони, начальника Генерального штабу. У разі рішення керівництва країни про завдання ядерного удару у відповідь головком ракетних військ передає по автоматичній системі зв'язку наказ на запуск, що містить закодований варіант удару у відповідь і шифр для розблокування пускових механізмів. Командири пускових комплексів двома ключами одночасно відкривають сейфи з перфокартами програм та вводять їх у систему навігації балістичної ракети. Після цього залишається лише натиснути кнопку запуску.

## Інцидент
Увечері 26 вересня 1983 року система повідомила про запуск міжконтинентальних балістичних (МБР) ракет з американської бази. Оперативним черговим командного пункту Серпухів-15, розташованого в 100 км від Москви, був підполковник Станіслав Петров. Активізувалися світлова та звукова сигналізації; системи оповіщення почали показувати, що на територію СРСР запущено кілька американських ракет, проте Петров не побачив характерних для цього процесу спалахів і шлейфів вогню від ракет, що вилітають із шахт у небо, а також зауважив, що радарне попередження цього не підтверджувало, і зробив висновок, що система оповіщень могла спрацювати помилково, оскільки, згідно з базовими положеннями доктрини холодної війни, що протікає на той момент часу, попереджувальний ядерний удар повинен був наноситися всім ракетним арсеналом одночасно, а не лише кількома балістичними ракетами. Через кілька хвилин припинили сповіщати попереджувальні сигналізації, згасло попереджувальне табло. Як пізніше з'ясувалося, датчики супутника прийняли за ракети, що летять, звичайні хмари на великій висоті.
Командувач військами протиракетної та протикосмічної оборони генерал-полковник Юрій Всеволодович Вотинцев, прибувши на КП, доповів про хибне спрацювання системи головкому Військ ППО країни, а також міністру оборони Дмитру Устінову.

При цьому, на думку головного наукового співробітника ІСЕМВ Володимира Дворкіна, оцінюючи вчинок С. Петрова і надаючи йому такої значущості,
…практично ніхто не підкреслював ключового фактора у прийнятті рішення про запуски ракет: таке рішення могло бути прийняте виключно на підставі інформації від другого ешелону СПРН, тобто даних наземних радіолокаторів (РЛС), що визначають масштаб, траєкторії ракет та цілі, якими й формується сигнал «Ракетний напад». І якби навіть Верховний Головнокомандувач сидів на «ядерній валізці», він ніколи не приймав би катастрофічних рішень за інформацією «Старт ракет» від космічного ешелону.

## Розслідування причин помилкової тривоги
Наступне розслідування встановило, що причиною стало засвічення датчиків супутника. Супутник і район базування американських ракет і Сонце були розташовані так, що сонячне світло сильно відбивалося від хмар, розташованих на висотах. Імовірно, це був перший подібний випадок на системі, яка була прийнята за рік до цього на озброєння. Як розповідав журналісту газети «Цілком таємно» Дмитру Ліханову сам С. Петров, 13 липня 1983 року на ЦКП проводилися заплановані регламентні роботи за новою бойовою програмою, проте коли її спробували не в імітаційному, а в робочому режимі через несправність в одному з блоків система видала неправдиву інформацію про масовий старт балістичних ракет. За спогадами С. Петрова:
Начальник штабу армії генерал Завалий віддав усний наказ зняти усі розробки з експлуатації. Розробники, а вони люди штатські, категорично відмовилися виконувати наказ генерала і поїхали з об'єкту. Тоді військові зняли ці розробки своїми руками. Думаю, цей інцидент мав найпряміше відношення до того, що сталося у нас у вересні. У результаті розслідування ми витягнули на світло цілий букет недоробок системи космічного попередження про старт балістичних ракет. Головні проблеми полягали у бойовій програмі й недосконалості космічних апаратів. А це основа усієї системи. Усі ці недоробки вдалося усунути тільки до 1985 року, коли систему нарешті поставили на бойове чергування.

## Оприлюднення
Дії підполковника С. Петрова через військову таємність і політичні міркування стали відомі широкому загалу тільки в 1993 році, коли генерал-полковник Юрій Вотинців (під час описуваних подій — командувач Військами протиракетної та протикосмічної оборони СРСР) опублікував короткий виклад цих подій.

Події цього епізоду були відображені у художньо-документальному фільмі 2014 року «Людина, яка врятувала світ». Станіслав Петров говорив в одному з інтерв'ю, що відмовився від команди запуску радянських ракет у відповідь і передачі попередження вищому начальству тому, що
...Коли люди починають війну, вони не починають її тільки п'ятьма ракетами. П'ятьма ракетами можна завдати лише невеликої шкоди.
...тоді як від США, у разі початку ними запуску міжконтинентальних ракет територією СРСР, очікувався масований напад.